# 环氧丙烷
环氧丙烷是一种有机化合物，化学式为C3H6O。

## 性质
无色醚味液体，低沸点、易燃。有手性，工业品一般为两种对映体的外消旋混合物。与水部分混溶，与乙醇、乙醚混溶。与戊烷、戊烯、环戊烷、环戊烯、二氯甲烷形成二元共沸混合物。有毒，对粘膜和皮肤有刺激性，可损伤眼角膜和结膜，引起呼吸系统疼痛，皮肤灼伤和肿胀，甚至组织坏死。

## 制备
1、丙烯、氯气与水於常压、60 °C加成产生氯丙醇，后者经氢氧化钙处理、凝缩、蒸馏，得到环氧丙烷。
{\displaystyle \mathrm {2\ C_{3}H_{6}\ +\ Cl_{2}\ +\ H_{2}O\longrightarrow \ 2\ C_{3}H_{7}ClO} }
{\displaystyle \mathrm {C_{3}H_{7}ClO\ +\ OH^{-}\longrightarrow \ C_{3}H_{6}O\ +\ Cl^{-}\ +\ H_{2}O} }
2、乙苯、异丁烷或异丙苯氧化产生有机过氧化物如氢过氧化乙苯、叔丁基氢过氧化物或氢过氧化异丙苯等，再在环烷酸钼催化下与丙烯进行环氧化反应生成环氧丙烷。
{\displaystyle \mathrm {C_{3}H_{6}\ +\ C_{8}H_{10}O_{2}{\xrightarrow {Kat.}}\ C_{3}H_{6}O\ +\ C_{8}H_{10}O} }

## 用途
环氧丙烷为有机合成中的重要原料，用于合成丙醛、丙烯醇、丙二醇、甘油、合成树脂、有机酸、表面活性剂、乳化剂、增塑剂、泡沫塑料、杀菌剂、熏蒸剂、洗涤剂等。